# Hanky Panky
Hanky Panky és una pel·lícula estatunidenca dirigida per Sidney Poitier, estrenada l'any 1982. Ha estat doblada al català.

## Argument
Michael Jordan, un home d'allò més discret, es veu embolicat en una aventura rocambolesca. Coneix Kate Hellman, que el col·locarà al cor d'una intriga internacional, tenyida de suspens i d'homicidi. Prosseguits per un assassí determinat a eliminar-los, la seva carrera boja els durà dalt d'un avió que sobrevola el Gran Canyon, a una base militar secreta i pels carrers de Nova York.

## Repartiment
- Gene Wilder: Michael Jordan
- Gilda Radner: Kate Hellman
- Kathleen Quinlan: Janet Dunn
- Richard Widmark: Ransom
- Robert Prosky: Hiram Calder
- Josef Sommer: Adrian Pruitt
- Johnny Sekka: Lacey
- Jay O. Sanders: Katz
- Sam Gray: el metge John Wolff
- Larry Bryggman: Stacy
- Pat Corley: el pilot
- Johnny Brown: el conductor del bus
- Bill Beutel: el presentador
- Nat Habib: el taxista
- James Tolkan: el congressista

## Al voltant de la pel·lícula
- El rodatge s'ha desenvolupat a Boston, Nova York i Tucson, així com en el Parc nacional del Gran Canyon.
- Gene Wilder hauria hagut de retrobar l'actor Richard Pryor, amb qui va rodar Transamerica Exprés (1976), Cal fer-se el bagul (1980) i No nosaltres, no nosaltres (1989), però va ser reemplaçat per Gilda Radner.